# إخينوس
إخينوس هي قرية في بلدية ميكي في مقاطعة فوريا إلادا في اليونان. قبل إصلاح الحكومة المحلية عام 2011، كانت جزءًا من بلدية ميكي  عدد سكانها 2,486 في عام 2011 ومساحتها 85.691 كيلومتر مربع.

## روابط خارجية
- Website
- Greek Travel Pages - Echinos.